# Wim Zomer
Willem (Wim) Zomer (Finsterwolde, 22 februari 1945) is een Nederlandse acteur, voornamelijk bekend door zijn rol als Daniël Daniël in Goede tijden, slechte tijden. Hij is eveneens bekend door zijn rol als Nico Willems in Spijkerhoek en als Lex Hildebrink in Medisch Centrum West.

## Levensloop
Na de HBS in Winschoten werd Zomer in 1964 toegelaten tot de toneelschool in Arnhem, waar hij in 1968 eindexamen deed. Opmerkelijk is dat hij zich tijdens zijn toneelschoolperiode bezighield met het organiseren van popconcerten (Mod Agogo) en het managen van onder andere de groep de Ro-d-Ys. Na de toneelschool richtte hij samen met Paul van Gent en Ger van Rossum Theater Wim Zomer b.v. op. In eerste instantie speelde het gezelschap met een eigen geschreven repertoire vooral in kleine theaters. Op verzoek van Ton Post, toen cultureel ambtenaar in Enschede, ging de groep zich vanaf 1970 vooral richten op theater voor het onderwijs. Door een nieuwe vormgeving van met name maatschappijkritische thema's werd men uitgenodigd deel te nemen aan internationaal befaamde theaterfestivals in Berlijn (Akademie der Künste), Frankfurt (Experimenta), Leeds en Glasgow. Tot 1987 speelde de groep tientallen eigen producties, vaak meer dan vierhonderd voorstellingen per jaar, in Nederland, België en Duitsland. Veel nu bekende acteurs begonnen er hun loopbaan. In de jaren 1976 tot 1979 was Zomer eigenaar van Vlinder b.v., dat zich bezighield met de verhuur van sportvliegtuigen, die tegelijkertijd dienstdeden om de verre speelplaatsen met de groep te bereizen.
Direct na de toneelschool speelde en danste Zomer 265 voorstellingen van de musical Sweet Charity (met Jasperina de Jong), waarin hij de rol van Daddy Brubeck (Rhythm of Life) vertolkte en ook de understudy was voor de mannelijke hoofdrol van Oscar (Jacco van Renesse). In 1980 haalde hij een groep zangers/dansers/musici uit de VS die drie maanden lang met de show Follies on Broadway in Europa rondtrok. Hans van Willigenburg presenteerde de show, net als de opvolger Hollywood Follies uit 1983, die Zomer met Van Gent in de VS produceerde.
Zijn televisieloopbaan begon in 1968 als Willem van Oranje in de NCRV-serie Ritmeester Buat. Daarna speelde hij drie jaar in de KRO-serie Tot de dood ons scheidt, waarin hij de rol van schoonzoon Aad vertolkte en ook drie jaar de rol van Ben in de AVRO-serie Rare vogels. In 1969 was hij Robert in de musical Robert en Elizabeth (met Mieke Bos, onder regie van Willy van Hemert) en in 1970 de worstelaar in de korte Paul Verhoeven-film De worstelaar. Daarnaast had hij grote rollen in De maxibulen (met Luc Lutz) en de serie 12 steden, 13 ongelukken.
In 1972 speelde Zomer in de televisieserie De graaf van Monte-Cristo de rol van Fernand en in de AVRO-productie De man van boven. In 1978 was hij Govert Flessekind in de NOS-productie De smaak van 't zoet en zuur (regie Joes Odufré) en in 1979 speelde hij samen met Theo Pont in de KRO-productie Hoe groen is Julia.
Vanaf 1988 speelde Zomer geen grote voorstellingen meer en deed hij incidenteel alleen nog kleine meespeelvoorstellingen. In 1987 werkte hij mee aan de actiefilm Amsterdamned uit 1988. Hij speelde de rol van duiker John, naast onder anderen Huub Stapel en Monique van de Ven. Deze Dick Maas-productie was een kassucces. Een jaar later kreeg Zomer de rol van Nico Willems in de serie Spijkerhoek. In 1989 deed hij mee in Medisch Centrum West en Zeg 'ns Aaa. Verder speelde Zomer vanaf 1990 de rol van Daniël in Goede tijden, slechte tijden. In januari 1999 stopte hij met deze rol.
Van december 1994 tot aan januari 2010 organiseerde Zomer samen met Jeroen Harleman jaarlijks het Apeldoornse Wintercircus. Ieder jaar in de periode rond kerst en oud en nieuw stond een internationaal circusgezelschap in Apeldoorn, waarvan de bezetting jaarlijks wisselde. In het seizoen 2008/09 werd Zomer door koningin Beatrix benoemd tot Ridder in de Orde van Oranje-Nassau. Na het circus van 2010 droeg hij het circus over aan Emanuel Horwood en vertrok hij naar zijn huidige woonplaats Valencia. In 2010/11 was hij nog één keer spreekstalmeester in Apeldoorn.

## Filmografie

### Film
- 1971: De worstelaar, als Andries
- 1988: Amsterdamned, als John van Meegeren
- 1990: Vincent et moi, als vader van Joris

### Televisie
- 1969: Tot de dood ons scheidt, als schoonzoon Ad
- 1969: De rare vogels, als Ben
- 1970: De kleine zielen, als Erzeele
- 1972: De graaf van Monte Cristo, als Fernand
- 1989: Spijkerhoek, als Nico Willems
- 1990-1999: Goede tijden, slechte tijden, als Daniël Daniël
- 1990: Zeg 'ns Aaa, als portier
- 1991: Medisch Centrum West, als Lex Hildebrink
- 1993: 12 steden, 13 ongelukken, als Arie
- 2005: Van Jonge Leu en Oale Groond, als Chris Steenbeke